# 韋爾貝 (海尼切斯克區)
46°54′43″N 34°37′35″E / 46.91194°N 34.62639°E
韋爾贝（烏克蘭語：Верби）是位於烏克蘭南部的村莊，由赫爾松州海尼切斯克區的下錫羅霍濟市鎮負責管轄。該村始建於1849年，面積31平方公里，海拔高度65米，2001年人口730，人口密度每平方公里23.5人。